# Nontron
Nontron là một xã trong tỉnh Dordogne, thuộc vùng Nouvelle-Aquitaine của nước Pháp, có dân số là 3500 người (thời điểm 1999).